# 佐々木多利爾
佐々木 多利爾（ささき たりじ、1946年 -）は、日本のグラフィックデザイナー。宮城県玉造郡鳴子町（現在の大崎市）生まれ。『月刊コロコロコミック』の表紙装丁の2代目デザイナーとして知られる（初代は有賀一宇）。

## 略歴
岩手大学教育学部特設美術科を卒業後、グリーンスタンプと印刷会社での勤務を経てフリーランスとなる。
小学館とのかかわりが長く、『コロコロコミック』の表紙装丁を1986年1月号（No.93）から担当。2020年11月18日には、同一の児童向け雑誌の表紙を最も長く担当したデザイナーとしてギネス世界記録に認定され、認定証を授与された（同年7月15日までの34年213日が「同一雑誌の表紙をデザインした最長期間」とされている）。
以前は『幼稚園』のデザインにも携わっており、『コロコロコミック』の創刊準備室が『幼稚園』編集部の隣にあったことから、『コロコロコミック』との縁が生まれたという。
そのほかにデザインを担当した作品として、『ビックリマン』、『かっとばせ!キヨハラくん』、『ダッシュ!四駆郎』、『爆走兄弟レッツ&ゴー!!』、『爆走兄弟レッツ&ゴー!!MAX』、『つるピカハゲ丸』、『おぼっちゃまくん』、『スーパーマリオくん』（以上、コミックスカバーデザイン）、『小学二年生』、『小学三年生』、『小学四年生』、『小学五年生』、『小学六年生』、『ベビーブック』（以上、表紙デザイン）、『週刊少年サンデー』（ロゴデザイン）などがある。